# Лентехи (Грузия)
Ленте́хи (груз. ლენტეხი) — посёлок городского типа в Грузии. Крупнейший населённый пункт в Нижней (Квемо) Сванетии, центр Лентехского муниципалитета.
Расположен на реке Цхенисцкали.
Многочисленные памятники архитектуры и истории.